# Juan José Lara Arias
Juan José Lara Arias (* in Alajuela, getauft am 17. April 1790 in Heredia; † 21. Juni 1856 in Alajuela) war vom 4. bis 17. März 1835 Präsident von Costa Rica.

## Leben
Seine Eltern waren Manuela Arias Flores und Juan Agustin Lara.
Das Parlament hatte nacheinander Nicolás Ulloa Soto und Manuel Aguilar Chacón zum Jefe de Estado ernannt, aber keiner von beiden nahm das Amt zunächst an.
In Laras Amtszeit untersuchte das Parlament die Rechtmäßigkeit der Wahl von Rafael Luis José de Gallegos y Alvarado. Schließlich annullierte das Parlament die Wahl von Gallegos, jedoch nicht die seines Stellvertreters Manuel José Fernández Chacón.
Er starb 1856 in seiner Geburtsstadt Alajuela an Cholera.